# Мавродиев
Мавродиев или Маврудиев е българско родово име, производно на собственото мъжко Мавруди или женското Мавруда, името е с гръцка етимология и идва от груцката дума μαύρος, маврос със значение на черен цвят. Славянобългарски етимологичен еквивалент е собственото мъжко име Черньо, Черно или Черни. Пример: дядо Черньо Петров

## Личности с такова родово име
- Васил Мавродиев, просветен деец, свещеник и революционер
- Васил Мавродиев, театрален библиограф и историк
- Владимир Мавродиев, юрист
- Димитър Мавродиев, просветен деец и революционер
- Здравко Мавродиев, художник
- Кочо Мавродиев, просветен деец
- Никола Мавродиев, просветен деец и свещеник
- Параскева Мавродиева, учителка
- Петър Мавродиев, лекар
- Стефан Мавродиев, актьор
- Стоян Мавродиев, финансист